# Rome (Ohio)
Rome é uma vila localizada no estado norte-americano de Ohio, no Condado de Adams.

## Demografia
Segundo o censo norte-americano de 2000, a sua população era de 117 habitantes.
Em 2006, foi estimada uma população de 125, um aumento de 8 (6.8%).

## Geografia
De acordo com o United States Census Bureau tem uma área de
0,8 km², dos quais 0,7 km² cobertos por terra e 0,1 km² cobertos por água.

## Localidades na vizinhança
O diagrama seguinte representa as localidades num raio de 28 km ao redor de Rome.